# Ściegnica
Ściegnica (deutscher Name Ziegnitz) ist ein Dorf im Nordwesten der polnischen Woiwodschaft Pommern und gehört zur Stadt-und-Land-Gemeinde Kobylnica (Kublitz) im Kreis Słupsk (Stolp).

## Geographische Lage
Das ehemalige Guts- und Bauerndorf Ściegnica liegt elf Kilometer südöstlich von Sławno (Schlawe) an einer Stichstraße, die zwischen Tychowo ((Wendisch) Tychow) und Korzybie (Zollbrück) von der Woiwodschaftsstraße 209 nach Nordosten abzweigt. Nächster Bahnanschluss besteht über die Station Wrząca Pomorska (Franzen) an der Strecke Nr. 405 Piła (Schneidemühl) – Ustka (Stolpmünde).
Nachbarorte von Ściegnica sind: Tychowo ((Wendisch) Tychow) im Westen, Bzowo (Besow) im Norden, Wrząca (Franzen) im Osten sowie Korzybie (Zollbrück) und Żukowo (Suckow) im Süden.
Die südliche Gemarkungsgrenze bildet die Wieprza (Wipper). Das kleine Flüsschen Ściegnica (Mühlenbach) kommt von Wrząca und umfließt das Dorf Ściegnica von Westen, bevor es bei Sławno dann in die Wieprza mündet.

## Geschichte
Ziegnitz (früher auch Zignitz) ist in einem Lehnsbrief vom 15. Dezember 1529 erwähnt als von Boehnsches Lehen, das schon deren Voreltern und Väter besessen haben. Bis 1753 bestand Ziegnitz aus zwei Teilen, von denen der kleinere zum Lehen Besow (Bzowo) gehörte, das jedoch auch im Besitz der Familie von Boehn war. Um 1684 hat Jürgen Anton von Kameke Rechte an Ziegnitz gehabt. 1720 erbte der spätere Landrat Michael Ernst von Boehn den größeren Teil von Ziegnitz, konnte 1753 den anderen, kleineren Teil erwerben und vereinigte so ganz Ziegnitz in seiner Hand. 1907 kauft ein Angehöriger der adligen Familie von Bonin das Gut, das dann bis 1945 im Besitz der Familie blieb.
1784 hat der Ort 1 Vorwerk, 1 Wassermühle, 7 Bauern, 3 Kossäten, 1 Schulmeister und 1 Schmiede bei insgesamt 23 Feuerstellen (Haushalten), außerdem Fischerei um einen See und vier Teiche.
1818 lebten in Ziegnitz 205 Einwohner, ihre Zahl stieg bis 1885 auf 346 und betrug 1939 noch 294.
Bis 1945 gehörte Ziegnitz zum Amtsbezirk Besow im Landkreis Schlawe i. Pom. im Regierungsbezirk Köslin der preußischen Provinz Pommern. Standesamtlich war der Ort ebenfalls mit Besow verbunden und gehörte zudem zum Amtsgerichtsbezirk Schlawe.
Am 7. März 1945 besetzte die Rote Armee das Dorf. Infolge des Krieges kommt Ziegnitz zu Polen und ist als Ściegnica heute eine Ortschaft der Gmina Kobylnica im Powiat Słupski der Woiwodschaft Pommern (bis 1998 Woiwodschaft Stolp).

## Ortsgliederung vor 1945
Vor 1945 zählte die Gemeinde Ziegnitz fünf Wohnplätze bzw. Ortschaften:
1. Birkenfelde (polnisch: Wykopi), zwei Kilometer südlich des Gutes gelegenes Gutsvorwerk, aus 1773 zugeteilten königlichen Gnadengeldern angelegt
2. Eichenkaten (Wasiorki), Pachtgehöft in der Wipperniederung im Forst Voßberg, bereits 1780 vorhanden
3. Sillhof (Zielowo), dem Forst Voßberg gehörendes Gehöft in den Wipperwaldungen, direkt an der Grenze zum Landkreis Rummelsburg i. Pom.
4. Voßberg (Forsthaus) (Wieckowo), Forstverwaltung für den zwischen der heutigen Woiwodschaftsstraße 209 und der Wipper liegenden Forst, früher zum Gut Ziegnitz gehörig, 1907 aus von Boehnschem Besitz von Max Mitzlaff erworben, Größe: 904 Hektar
5. Wipperkaten (früher auch Wipferkathen, heute polnisch Wiepersko), zum Forst Voßberg gehörendes Pachtgehöft, das schon 1780 vorhanden war, 1 Kilometer südlich von Voßberg im Wippertal gelegen.

## Kirche
Vor 1945 war die Bevölkerung in Ziegnitz überwiegend evangelischer Konfession. Der Ort war in das Kirchspiel Groß Schlönwitz (Słonowice) eingepfarrt, das zum Kirchenkreis Schlawe in der Kirchenprovinz Pommern der Kirche der Altpreußischen Union gehörte.
Seit 1945 sind die Einwohner von Ściegnica fast ausnahmslos römisch-katholischer Konfession. Das Dorf gehört weiterhin zur – freilich nun katholischen – Pfarrei Słonowice im heutigen Dekanat Sławno im Bistum Köslin-Kolberg der Katholischen Kirche in Polen. Hier lebende evangelische Kirchenglieder sind dem Pfarramt Słupsk (Stolp) in der Diözese Pommern-Großpolen der Evangelisch-Augsburgischen Kirche in Polen zugeordnet.

## Schule
Vor 1945 verfügte Ziegnitz über eine einklassige Volksschule in eigenem Gebäude mit Lehrerwohnung. Letzter Schulleiter war Lehrer Gerhard Tews.

## Söhne und Töchter des Ortes
- Michael Ernst von Boehn (1720–1773), preußischer Landrat